# Limnophis bangweolicus
Limnophis bangweolicus — вид змій родини полозових (Colubridae). Мешкає в Центральній і Південній Африці.

## Поширення і екологія
Limnophis bangweolicus мешкають на півдні Демократичної Республіки Конго, на сході Анголи, в Замбії (зокрема у водно-болотних угіддях Банґвеулу), на крайньому північному сході Намібії (смуга Капріві) та на півночі Ботсвани (Національний парк Чобе і дельта Окаванґо). Вони живуть в заплавах річок у басейнах Замбезі, Окаванго і Конго та у водно-болотних угіддях. Живляться виключно рибою.